# پرواز شماره ۶۳۳ کی‌ال‌ام
پرواز شماره ۶۳۳ کی‌ال‌ام (به انگلیسی: KLM Flight 633) یک پرواز شرکت کی‌ال‌ام از آمستردام، هلند به مقصد نیویورک بود که در آن ۴۶ مسافر و ۱۰ خدمه حضور داشتند، در تاریخ ۵ سپتامبر ۱۹۵۴ در شانون دچار سانحه شد و ۲۸ نفر جان باختند.